# Gamlikon
Gamlikon ist ein Weiler, der zur Gemeinde Stallikon im Bezirk Affoltern innerhalb des Schweizer Kantons Zürich gehört.
Gamlikon liegt zwischen Aumüli im Süden sowie Stallikon im Norden im oberen Reppischtal. Im Osten erstreckt sich die Albiskette, von wo aus der Gamliker Dorfbach abfliesst, welcher durch das Dorf fliesst und danach in die Reppisch mündet. Im Westen findet sich ein Ausläufer des Tannbodens, welcher hier die Reppisch zu einem Bogen Richtung Osten zwingt. Erschlossen ist Gamlikon durch eine kleine Nebenstrasse, welche jedoch an beiden Enden wieder auf die besser ausgebaute Nebenstrasse Reppischtalstrasse trifft, welche den Weiler mit Stallikon verbindet.

## Geschichte
Frühere belegte Namen für Gamlikon sind Gamilinchoven 1106, Gamelinchovin 1122 und 1124, Gamelinchon 1189, Gamlikomin 1323, Gamlinkon 1327, 1366 und 1370, Gemrikon 1361, Gamlickhon 1370 sowie Gamlikomin 1376. Der heutige Name tauchte jedoch schon in den Jahren 1357, 1369, 1371, 1375, 1470 sowie 1504 auf.